# ON THE ROAD 2011 "The Last Weekend" (映像作品)
『ON THE ROAD 2011 "The Last Weekend"』（オン・ザ・ロード2011ザ・ラスト・ウィークエンド）は、2012年9月19日に発売された浜田省吾8作目の映像作品。

## 概要
前作『僕と彼女と週末に』から2年ぶりとなる映像作品。2010年10月6日発売のベストアルバム完結編『The Best of Shogo Hamada vol.3 The Last Weekend』と映像作品『僕と彼女と週末に』を受け、2011年4月15日にスタートし、2012年まで延期となっていた宮城振替公演や震災復興支援公演を含め、全国12都市37公演で延べ35万人を動員した約6年ぶりアリーナツアー「ON THE ROAD 2011 "The Last Weekend"」の模様を収録したライブ映像作品となっている。
本作はDVD（2枚組）と浜田初のBlu-ray（1枚）の2形態での発売。同名ライブCD（3枚組）通常盤、本作とライブCDを同梱の初回限定生産BOX＜BD-BOX（BD+3CD）・DVD-BOX（2DVD+3CD）＞も同日に発売された。
発売に先立ち2012年8月10日『浜田省吾 Official YouTube Channel』が開設。映像作品・ライブCD予告動画である「ON THE ROAD 2011 "The Last Weekend" Trailer」が公開された。

## 収録内容
2011年5月22日の横浜アリーナ公演・10月30日のさいたまスーパーアリーナ公演を基本に構成されている。一部、2012年のさいたまスーパーアリーナでの東日本大震災復興支援コンサートの模様も収録。
「MONEY」「終りなき疾走」などで見られる分割画面による編集は浜田の意図。前述のライブ定番曲は数多の映像を発表していることからアーカイブの様にしたいと実践。

## チャート
10月1日付のオリコンDVDランキングで初登場1位を獲得。59歳9ヶ月で「最年長音楽DVD総合首位獲得記録」を樹立した。浜田の映像作品週間ランキング1位獲得はDVD・BD両ランキングでは初で、映像作品では2作目『ROAD OUT "MOVIE"』以来16年7ヶ月ぶりの1位となった。BD・DVD合わせて5万セットを超える初動売上となり、自己最高セールスを記録した。

## 収録曲（Blu-ray）
【Live】
1. J.Boy Mix 2011
2. On The Road
3. この夜に乾杯!
4. Hello Rock & Roll City
5. 独立記念日
6. 反抗期
7. 悲しみは雪のように
8. 風を感じて
9. My Old 50's Guitar
10. Money
11. あれから二人
12. Pain
13. Blood Line - フェンスの向こうの星条旗
  - ライブCD未収録曲
14. 我が心のマリア
  - ライブCD未収録曲
15. A New Style War
16. 裸の王達
17. 詩人の鐘
18. Theme of Father's Son - 遥かなる我家
19. Rising Sun - 風の勲章
20. J.Boy
21. 僕と彼女と週末に
22. 愛の世代の前に
23. “On The Road” Time Machine
24. 光と影の季節
25. モノクロームの虹
26. 終りなき疾走
27. 君がいるところが My Sweet Home
28. I am a father
29. 路地裏の少年
30. 家路
31. 日はまた昇る
32. 君が人生の時…
33. 桜 (Instrumental)

【SPECIAL FEATURES】
1. 恋は魔法さ
2. 涙あふれて
3. Music Director & Strings Players
4. 君の名を呼ぶ
  - ライブCD未収録曲
5. “On The Road” Time Machine ―Special Edition
6. ラストショー
7. ラストダンス
  - ライブCD未収録曲

## 収録曲（DVD）

### Disc.1
【Live】
1. J.Boy Mix 2011
2. On The Road
3. この夜に乾杯!
4. Hello Rock & Roll City
5. 独立記念日
6. 反抗期
7. 悲しみは雪のように
8. 風を感じて
9. My Old 50's Guitar
10. Money
11. あれから二人
12. Pain
13. Blood Line - フェンスの向こうの星条旗
  - ライブCD未収録曲
14. 我が心のマリア
  - ライブCD未収録曲
15. A New Style War
16. 裸の王達
17. 詩人の鐘
18. Theme of Father's Son - 遥かなる我家
19. Rising Sun - 風の勲章
20. J.Boy
21. 僕と彼女と週末に
22. 愛の世代の前に

### Disc.2
【Live】
1. “On The Road” Time Machine
2. 光と影の季節
3. モノクロームの虹
4. 終りなき疾走
5. 君がいるところが My Sweet Home
6. I am a father
7. 路地裏の少年
8. 家路
9. 日はまた昇る
10. 君が人生の時…
11. 桜 (Instrumental)

【SPECIAL FEATURES】
1. 恋は魔法さ
2. 涙あふれて
3. Music Director & Strings Players
4. 君の名を呼ぶ
  - ライブCD未収録曲
5. “On The Road” Time Machine - Special Edition
6. ラストショー
7. ラストダンス
  - ライブCD未収録曲

## 参加ミュージシャン
バンド
- 浜田省吾 - Vocal, Guitar & Harmonica
- 町支寛二 - Guitar & Backing vocal
- 長田進 - Guitar
- 美久月千晴 - Bass
- 古村敏比古 - Saxophone, Flute
- 小田原豊 - Drums
- 小島良喜 - Piano
- 福田裕彦 - Keyboard
- 河内肇 - Piano （2012年の4公演のみ参加）

ホーンセクション
- 佐々木史郎 - Trumpet
- 清岡太郎 - Trombone
- Uko - Saxophone

ストリングス
- 今野均 - Violin
- 藤堂昌彦 - Violin
- 徳永友美 - Violin
- 漆原直美 - Violin
- 納冨彩歌 - Violin
- 岡部磨知 - Violin
- 河村舞子 - Violin
- 渡部安見子 - Viola
- 島岡智子 - Viola
- 岡さおり - Viola
- 結城貴弘 - Cello
- 笠原あやの - Cello

指揮者
- 星勝 - Conductor